# Augusto de Vasconcelos
Augusto César de Almeida de Vasconcelos Correia (Lisbona, 24 settembre 1867 – Lisbona, 27 settembre 1951) è stato un politico e diplomatico portoghese.

## Carriera
Laureato presso la Medic-Chirurgical School di Lisbona, nel 1891, dove ha anche insegnato, Vasconcelos diventa in seguito professore della Facoltà di Medicina dell'Università di Lisbona.
Repubblicano sin dalla giovinezza, fu Ministro degli affari esteri del primo governo costituzionale della Prima Repubblica portoghese, il cui Primo Ministro fu João Pinheiro Chagas dal 3 settembre 1911 al 12 novembre 1911. L'11 novembre 1911 successe a Chagas come primo ministro di un altro governo che durò fino al 4 giugno 1912. In questo governo, ricoprì anche la carica di ministro degli Esteri. Fu nuovamente ministro degli Esteri dal 16 giugno 1912 al 9 gennaio 1913.
In seguito ricoprì la carica di diplomatico presso Madrid (1913-1914) e Londra (1914-1919), durante la prima guerra mondiale. Nel 1919, guidò la delegazione portoghese alla Conferenza di Pace, a Parigi.
Successivamente, si dedicò alla diplomazia, al servizio della Società delle Nazioni, di cui fu anche presidente (1935-1937), come delegato del Portogallo. Vasconcelas aiutò a risolvere alcuni conflitti internazionali, come la Guerra del Chaco fra Bolivia e Paraguay nel 1935.